# Andrei Konstantinowitsch Lugowoi

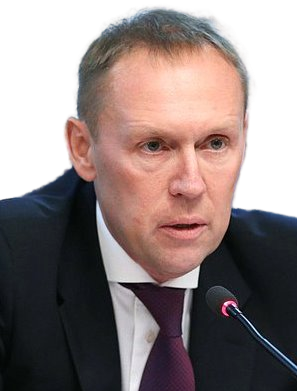
Andrei Lugowoi (2019)

Andrei Konstantinowitsch Lugowoi (russisch Андрей Константинович Луговой Andrej Konstantinovič Lugovoj; * 16. September 1966 in Baku) ist ein ehemaliger Mitarbeiter des sowjetischen Geheimdienstes KGB und vermutlich auch des russischen FSB. Heute ist er ein auf dem Gebiet privater Sicherheitsdienste international tätiger Geschäftsmann und Abgeordneter der russischen Duma für die rechtsextreme Partei LDPR.
Er ist in die Affäre um die Ermordung von Alexander Litwinenko, einem ehemaligen Angehörigen des KGB/FSB und späteren Kritiker des damaligen russischen Präsidenten Putin, verwickelt, der im Herbst 2006 in London mit Polonium-210 vergiftet wurde.

## KGB-Laufbahn
Lugowoi stammt aus einer seit mehreren Generationen im Staats- und Militärdienst stehenden Familie, wuchs im Kaukasus auf und verbrachte die Jugendjahre vorwiegend in Georgien. Er besuchte von 1983 bis 1987 eine Moskauer Elite-Militärakademie. Dort war er in Kontakt mit den möglicherweise ebenfalls in die Affäre Litwinenko verwickelten Dmitri Kowtun und Wjatscheslaw Sokolenko (Kowtun und Sokolenko waren mit Lugowoi und weiteren Russen kurz vor Litwinenkos Tod zusammen nach London gereist). 1987 trat er in das 9. Direktorat des KGB ein, das für den Personenschutz hochrangiger Repräsentanten des Kreml zuständig war. Er war zunächst fünf Jahre Zugführer. Anschließend diente er als Kommandeur in der Trainingskompanie des Kremlregiments. 1991 wurde er zur Personenschutzeinheit versetzt, in der er bis zur Quittierung seines Dienstes Ende 1996 blieb. Er war in seiner Zeit als Leibwächter zuständig für die Sicherheit des damaligen russischen Ministerpräsidenten Jegor Gaidar (1992/93), des Leiters der Präsidialverwaltung Sergei Filatow, des Außenministers Kosyrew und (ab 1996 unter Boris Jelzin) des stellvertretenden Sekretärs des Sicherheitsrats Boris Beresowski (Litwinenko und andere Mitarbeiter der KGB-Nachfolgeorganisation FSB beschuldigten 1998 öffentlich dessen Führung, sie hätten von ihm den Auftrag bekommen, Beresowski zu töten). Nach eigenen Angaben war Lugowoi nie Mitglied des FSB.

## Spätere Tätigkeit
Nach seinem Ausscheiden aus dem Staatsdienst arbeitete Lugowoi weiter im privaten Sicherheitsgewerbe. Mehrere Jahre war er Sicherheitschef des privaten Fernsehsenders ORT, der damals zum Firmenimperium der Oligarchen Boris Beresowski und Badri Patarkazischwili gehörte. Nach Putins Amtsantritt wurde der Sender wieder mehrheitlich in staatlichen Besitz überführt, die heutige Bezeichnung ist Perwy kanal.
Im Jahr 2001 wurde Lugowoi verhaftet und beschuldigt, einen Fluchtversuch von Nikolai Gluschkow organisiert zu haben. Gluschkow, früher stellvertretender Direktor der Fluggesellschaft Aeroflot, war 2000 (in Zusammenhang mit den Ermittlungen gegen Beresowski wegen Untreue zu Lasten von Aeroflot-Devisenbeständen) unter Betrugsverdacht festgenommen worden. Beresowski und Patarkazischwili konnten 2000 nach London flüchten, der Fluchtversuch Gluschkows scheiterte. Lugowoi wurde 2002 zu 14 Monaten Haft verurteilt.
Lugowoi ist einer der Eigentümer einer Firma, die in den Geschäftsfeldern private Sicherheit, Vertrieb von Getränken und Wein tätig ist (Eugene Boujele Vine Ltd., größter Kwass-Hersteller Russlands, Marke Pershin, Firmensitz Sassowo in der Oblast Rjasan). Sie beschäftigt etwa 500 Mitarbeiter und soll umgerechnet bis zu 150 Millionen Euro wert sein. Lugowoi selbst ist Millionär und besitzt ein Privatflugzeug. Die Sicherheitsfirma arbeitet u. a. für Patarkazischwili (der auch Geschäftspartner der Familie des US-Präsidenten Bush ist) sowie für Patarkazischwilis Geschäftspartnerin und engste Freundin der Putin-Familie Xenija Sobtschak (die Tochter von Anatoli Sobtschak, dem ehemaligen Oberbürgermeister von Sankt Petersburg und Ziehvater Putins). Lugowoi holte auch seinen ehemaligen KGB-Gefährten Sokolenko als Mitarbeiter in seine Sicherheitsfirma.

## Fall Litwinenko
Lugowoi hat sich in den Monaten vor Litwinenkos rätselhaftem Tod mehrfach geschäftlich mit diesem getroffen, zuletzt am 1. November 2006, dem Tag, an dem Litwinenko erste Anzeichen der später zu seinem Tod führenden Vergiftung zeigte. Spuren von Polonium-210 fanden sich an vielen Orten, an denen sich Lugowoi seit seiner letzten Anreise nach London am 16. Oktober aufhielt. Von Seiten der britischen Generalstaatsanwaltschaft wird Lugowoi seit 22. Mai 2007 offiziell des Mordes an Litwinenko beschuldigt. Lugowoi streitet die Täterschaft und jede Beteiligung daran jedoch ab.
Eine eventuelle Tatbeteiligung Lugowois wird in der öffentlichen Diskussion und in den weltweiten Medien breit diskutiert. Für eine Täterschaft oder Beteiligung Lugowois spricht demgemäß, dass er engste Kontakte zu ehemaligen Geheimdienstmitarbeitern und mehr oder weniger skrupellosen Oligarchen habe, sowie die vorgefundenen Polonium-Kontaminationen an seinen Aufenthaltsorten schon vor dem Tod Litwinenkos. Zugunsten von Lugowoi spräche, dass der vergiftete Litwinenko ja bekanntlich ein Unterstützer von Beresowski gewesen sei, des langjährigen Auftraggebers von Lugowoi.
Lugowoi selbst beschuldigt die britischen Geheimdienste. Litwinenko habe für den MI6 gearbeitet und auch versucht, ihn dafür anzuwerben. Auch Beresowski oder die russische Mafia könne in die Vergiftung Litwinenkos involviert gewesen sein. Sowohl MI6 als auch Beresowski wiesen diese Anschuldigungen zurück.
Die geforderte Auslieferung Andrei Lugowois an Großbritannien ist gemäß der russischen Verfassung nicht möglich. Der britische Außenminister David Miliband forderte von den Russen im Verlauf des Streits, ihre Verfassung entsprechend anzupassen.
Im Juli 2006 hatte das russische Parlament ein Gesetz verabschiedet, das es russischen Staatsorganen ausdrücklich erlaubt, Terroristen im Ausland zu „liquidieren“.

## Politische Karriere
Im November 2007 gab Andrei Lugowoi bekannt, für die rechtsextreme Partei LDPR (“Liberal-Demokratische Partei Russlands”) des Nationalisten Wladimir Schirinowski bei den Duma-Wahlen 2007 kandidieren zu wollen. Die Partei schaffte den Einzug ins Parlament, wodurch Lugowoi ein Abgeordneten-Mandat und parlamentarische Immunität erhielt. 2015 erhielt er einen Verdienstorden von Präsident Wladimir Putin.